# Софийска декларация (1929)
Софийската декларация (на хърватски: Sofijska deklaracija) е документ, подписан от една страна от гостуващите в София, България, хърватски лидери на Усташа Анте Павелич и Густав Перчец, а от друга от Националния комитет на Съюза на македонските емигрантски организации, който на практика представлява Вътрешната македонска революционна организация. Документът заявява, че двете организации ще координират своята легална дейност. След подписването му на Павелич и Перчец в Кралството на сърби, хървати и словенци е издадена смъртна присъда, а отношениета на страната с България се влошават значително.

## Предистория
След установяването на диктаторски режим в Кралство Югославия на 6 януари 1929 година, лидерът на хърватската дясна Партия на правата Анте Павелич е принуден да бяга от страната през нощта на 19 срещу 20 януари. Установява се в Австрия и продължава работата по създаването на конспиративната революционна организация Усташа, официално основана на 7 януари и бореща се за независимост на Хърватия. През март 1929 година Усташа започва терористична кампания срещу Югославия с убийството на Тони Шлегел, проюгославски журналист, редактор на загребския вестник „Новости“ и логично се обръща за сътрудничество с българската Вътрешна македонска революционна организация, която също води терористична борба срещу югославския режим в Македония. Двете страни решават, че легална манифестация на сътрудничество ще има положителен ефект върху каузата им и на 19 април 1929 година Анте Павелич и Густав Перчец пристигат в България. В страната македонската емиграция им организира грандиозно многохилядно посрещане.

## Текст на декларацията
| „ | Презъ време на братското посещение, което хърватскиятъ народенъ представитель д-ръ Анте Павеличъ и градскиятъ застѫпникъ на градъ Загребъ, Густавъ Перчецъ, направиха на Националния Комитетъ на македонскитѣ емигрантски организации въ България, отъ дветѣ страни се констатира, че невъзможния режимъ, на който сѫ подложени Хърватско и Македония, имъ налага еднакво да координиратъ своята легална дейность за извоюване на човѣшки и национални права, политическа свобода и пълна държавна независимость на Хърватско и на Македония. По този случай дветѣ страни заявяватъ, че въ бѫдеще тѣ ще напрегнатъ и обединятъ усилията си за постигане тѣзи идеали на двата братски народа. София, 20.IV. 1929 г. Подписали: Д-ръ Анте Павеличъ, Густавъ Перчецъ. Македонски Националенъ Комитетъ: Председатель: Д-ръ К. Д. Станишевъ; Подпредседатели: Л. Киселинчевъ и Н. Якимовъ; Секретари: В. Ив. Василевъ, В. Думевъ и Н. Габровски: Членове: Г. Кондовъ, М. Димитровъ, Б. Антоновъ, Ив. Хаджовъ и С. Наневъ. | “ |

## Реакции
Декларацията е широко отразена в европейската преса. Сръбските вестници се изпълват с гневни статии, които обвиняват правителството на Ляпчев в съучастничество, тъй като не е взело мерки да предотврати срещата. Кралство Югославия реагира остроц. Белград обвинява България, а българското правителство дава уверения на Югославия, че македонската емиграция, а не България е посрещнала хърватите и е изказано съжаление за оскърбителните думи, отправени по адрес на белградското правителство. На 24 април 1929 година югославската прокуратура обвинява пред Държавния съд за защита на държавата в Белград Анте Павелич в дейност срещу целостта на Югославия. В обвинителния акт от 11 юли е посочено, че 
| „ | ... през месец април в София чрез произнесени речи, дадени изявления пред журналисти, съставянето и поддържането на споменатата декларация е извършвал пропаганда и се опитал да създаде убеждение да се отдели насилствено Хърватско като дял от СХС и да стане самостоятелна държава, а и е убеждавал македонските емигранти ..., че също и Македония като част от нашата държава трябва да се отдели ... и да се присъедини към България... | “ |

 На 17 юли 1929 година Павелич и Перчец са осъдени задочно на смърт.